# Savoia-Marchetti SM.75
Савойя-Маркетти СМ.75 «Сумчатый» (итал. Savoia-Marchetti SM.75 "Marsupiale") — итальянский транспортно-пассажирский и военно-транспортный самолёт времён Второй мировой войны строившийся компанией SIAI-Marchetti.

## История
Разработка самолёта, первоначально, транспортно-пассажирского началась в середине 30-х годов. Первый опытный самолёт поднялся в воздух 6 декабря 1937 года. SM.75 представлял из себя трехмоторный свободнонесущий низкоплан. Первые партии серийных машин предназначались для итальянской гражданской авиакомпании Ala Littoria, однако, самолётом заинтересовались и военные. Для них был создан транспортный вариант впоследствии названный Marsupiale. Первоначально на самолёт устанавливали двигатели Alfa Romeo 126 RC.34, но на 11 единицах были установлены двигатели Alfa Romeo 126 RC.18, такие самолёты получили обозначение SM.35bis.
В конце 30-х первые самолёты получили вновь созданная трансконтинентальная итальянская авиакомпания Linee Aeree Transcontinentali Italiane (LATI). Здесь SM.75 совершали перелёты в Наталь и в Рио-де-Жанейро. В 1940 году появилась более усовершенствованная модификация SM.76, которая получила более удлинённый и расширенный фюзеляж, изменена конструкция крыла, увеличены объёмы баков, а также установлены американские двигатели Pratt & Whitney Twin Wasp. Кроме Италии самолёт выпускался по лицензии в Венгрии под обозначением Weiss Manfred WM K-14. Венгерская версия оснащалась двигателями Gnome et Rhône 14K Mistral Major. Позднее всем итальянским самолётам установили мощные двигатели Piaggio P.XI RC.40.
В Италии на базе самолёта строились гидроплан SM.87 Idro, а также был построен единственный опытный образец самолёты SM.90 с увеличенным фюзеляжем. Всего же с 1937 по 1943 годы было построено 94 самолёта SM.75.

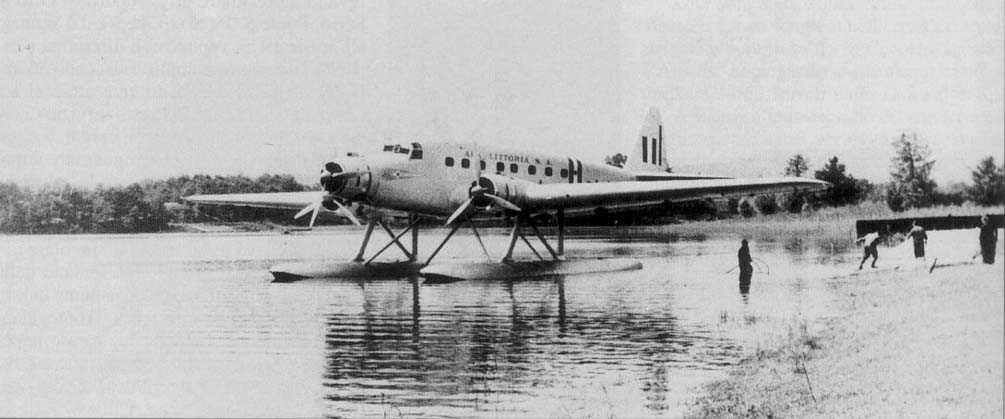
SM.87

С началом Второй мировой войны и вступлении в неё Италии в июне 1940 года, все гражданские самолёты были переданы для нужд армии и поступили в распоряжение Regia Aeronautica. Часть SM.75 были отправлены в Corpo Aereo Italiano (Итальянский воздушный корпус), который располагался в оккупированной немцами Бельгии и содействовал воздушной операции против Британии. Здесь «Савойи» выполняли транспортные функции снабжая корпус из Италии. Кроме Бельгии они использовались в Греческой операции и в Северной Африке, а также снабжали итальянскую армию в СССР. В Северной Африке все итальянские транспортные самолёты поступили в распоряжение вновь созданной специальной службы Servizi Aerei Speciali — SAS.

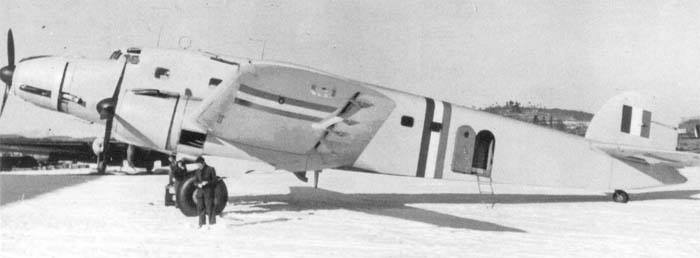
SM.90

Отдельно стоит рассказать о самолётах в Восточной Африке, где к началу 1941 года для итальянцев сложилась катастрофическая ситуация. Британская армия активно наступала захватывая все итальянские колонии — Эфиопию, Сомали и Джибути. Остался лишь один не захваченный итальянский аэродром — Гондэр, с которого вылетел один из SM.75 с бортовым кодом I-LUNO и эмблемой Красного Креста. Пилотировал самолёт капитан Макс Пероли, до этого успевший отличиться героическим перелетом трех транспортных SM.73 из осажденной Аддис-Абебы. Первый подобный перелёт пролегал через Французское Сомали и Ливию прямо к Риму и имел протяженность порядка 12000 км. До сентября Пероли выполнил ещё четыре перелёта в Гондэр, пока при налете южноафриканских самолётов на аэродром Джибути его не менее героический SM.75 не сгорел.
Оставшиеся самолёты в Африке достались союзникам. В самой Италии после перемирия с союзниками и последовавшей оккупации немцами, оставшиеся самолёты были захвачены ими и угнаны в Германию. Какая-то часть из них была возвращена прогераманскому режиму Итальянской социальной республики. Оставшиеся самолёты после войны продолжили службу в ВВС Италии и сохранялись там до начала 50-х.

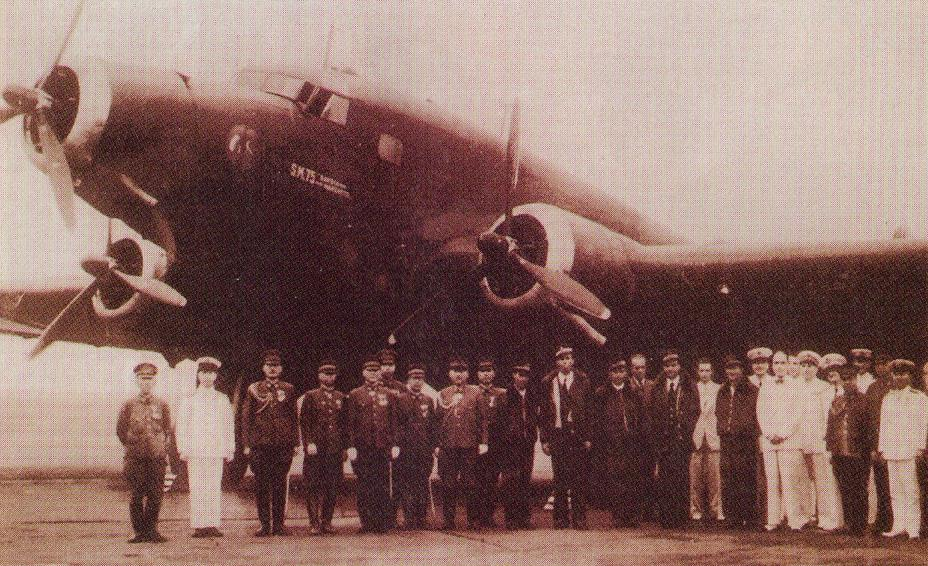
SM.75 GA RT в Японии в 1942 году после перелета Запорожье-Токио

В 1942 году SM.75 GA RT сделал рейс из г.Запорожье (оккупирован Германией) до Токио (Япония) и обратно в Одессу (оккупирована Германией) над территорией Советского Союза. Япония просила сохранить маршрут в тайне, поскольку не находилась на тот момент в состоянии войны с СССР. Максимальный беспосадочный сегмент перелета составил около 6000 километров (Запорожье - оккупированная Японией Маньчжурия).

## Модификации
- SM.75 — базовый самолёт
- SM.75bis — самолёт с улучшенными двигателями
- SM.76 — усовершенствованная модификация
- SM.87 — транспортный гидроплан, 4.
- SM.90 — опытный самолёт, дальнейшее развитие модели, 1.

## Страны эксплуатанты
Италия
- Ala Littoria: 34 самолёта на июнь 1940 года
- LATI
- Regia Aeronautica: CSAS
- Aeronautica Nazionale Repubblicana

 Италия
- ВВС Италии

 Венгрия
- Malert: 5 машин (HA-SMA — HA-SME), поставленных в 1938—1939, переданы ВВС[1];
- ВВС Венгрии: те же 5 машин, полученных от гражданской авиакомпании Malert. Командный E-101 (бывший HA-SMA; "E" — Ejtőernyős, десантный) с парашютистами на борту разбился во время оккупации Югославии[2]

 Нацистская Германия
- Люфтваффе: трофейные итальянские

## Технические характеристики

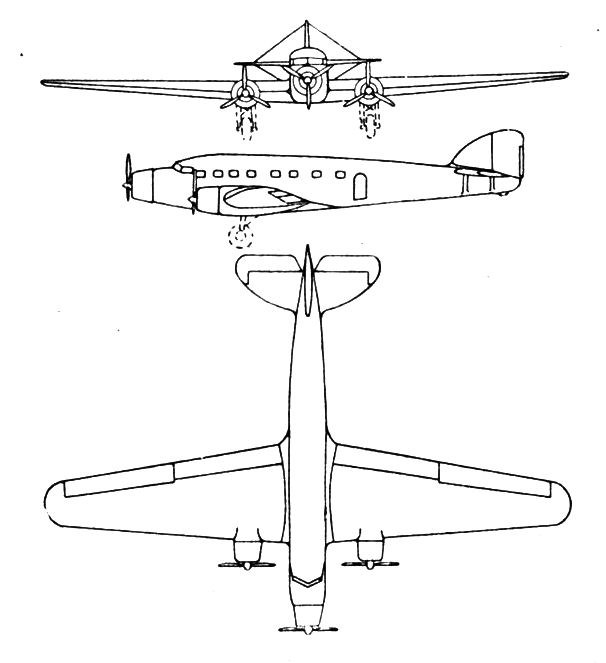
Savoia-Marchetti SM.75

Источник данных: 

Технические характеристики
- Экипаж: 3 чел.
- Пассажировместимость: до 30 пассажиров или 24 солдата
- Длина: 22,20 м
- Размах крыла: 29,70 м
- Высота: 5,10 м
- Площадь крыла: 118,55 м²
- Масса пустого: 9500 кг
- Нормальная взлётная масса: 14500 кг
- Силовая установка: 3 × ПД Piaggio P.XI RC.40
- Мощность двигателей: 3 × 990 л.с.

Лётные характеристики
- Максимальная скорость: 400 км/ч
- Крейсерская скорость: 325 км/ч
- Практическая дальность: 2280 км
- Перегоночная дальность: 3000 км
- Практический потолок: 7000 м
- Скороподъёмность: 175 м/мин

Вооружение
- Стрелково-пушечное: один 7.7-мм пулемёт Breda-SAFAT

## Аварии и катастрофы
По данным портала Aviation Safety Network, по состоянию на 6 мая 2020 года в общей сложности в результате катастроф и серьёзных аварий были потеряны 18 самолётов Savoia-Marchetti S.M.75. При этом погибли 103 человека.
| Дата       | Бортовой номер | Место аварии        | Жертвы   | Краткое описание                                           |
| ---------- | -------------- | ------------------- | -------- | ---------------------------------------------------------- |
| 22.11.1938 | I-TUON         | Винклерн            | 4/5      | Разбился в плохую погоду.                                  |
| 24.08.1939 | I-LOVE         | н.д.                | н.д/н.д. | Обстоятельства потери неизвестны.                          |
| 10.02.1940 | I-LEAL         | Аелло-Калабро       | 10/10    | Врезался в склон горы.                                     |
| 16.05.1940 | I-LUPI         | Барселона           | 8/8      | Разбился при взлёте из-за смещения не закреплённого груза. |
| 15.01.1941 | I-BAYR         | Фернанду-ди-Норонья | 10/10    | Разбился из-за отказа двигателя.                           |
| 17.01.1941 | I-LUME         | Катания             | 0/17     | Сгорел после вынужденной из-за пожара двигателя.           |
| 12.04.1941 | E-101          | Веспрем             | 23/23    | Разбился сразу после взлёта.                               |
| июнь 1941  | E-10?          | Будаёрш             | 0/0      | Уничтожен в ходе боевых действий.                          |
| 28.03.1942 | I-BURA         | Сицилия             | н.д/н.д. | Сбит у берегов Сицилии. Подробности неизвестны.            |
| 11.05.1942 | MM65037        | Гуидония-Монтечельо | 0/н.д.   | Разбился при посадке.                                      |
| 19.05.1942 | I-MELE         | Рим                 | 20/20    | Врезался в деревья при взлёте и разбился.                  |
| 15.11.1942 | I-TELO         | Средиземное море    | 4/4      | Сбит.                                                      |
| 23.11.1942 | I-MAGA         | Средиземное море    | 4/4      | Сбит.                                                      |
| 10.04.1943 | I-BONI         | н.д.                | 3/3      | Сбит.                                                      |
| 13.04.1943 | I-MAST         | Средиземное море    | н.д/н.д. | Сбит.                                                      |
| 19.04.1943 | I-MONC         | Средиземное море    | н.д/н.д. | Сбит.                                                      |
| 07.05.1943 | I-BELO         | Тунис               | 0/0      | Уничтожен на земле.                                        |
| 14.08.1943 | I-BETA         | Родос               | 17/17    | Разбился через 5 минут после взлёта.                       |

## Самолёт в массовой культуре

### В кинематографе
Кроме нескольких хроникально-документальных лент, SM.79 "сыграл" эпизодическую роль в фильме Эрнста Маришки "Abenteuer im Grandhotel" (1943 год)

### В стендовом моделизме
Известны масштабные модели SM.75 и его модификаций, выпускаемые следующими фирмами:
- Balaton Models BM7264 1:72 (гражданская версия, 2 венгерских, HA-SMB + HA-SMC и 1 итальянский I-BAYR);
- Balaton Models BM7265 (военный транспортный), оба "ресин кит"
- Broplan MS-77 Sm.75Bis (эта и последующие модели - вакуумное литьё)
- Broplan MS-78 SM.75/SM.75RT
- Broplan MS-81 ранняя модификация
- Broplan MS-83 SM87